# 両子寺
両子寺（ふたごじ）は、大分県国東市安岐町両子の両子山中腹にある天台宗の寺院。山号を足曳山と称する。本尊は阿弥陀如来（大講堂）。九州西国三十三箇所第六番・国東六郷満山霊場第十三番。

## 概要
養老2年（718年）に仁聞菩薩によって開創されたと伝えられる六郷満山の中山本寺で、修行の中心地として栄えた。江戸時代には杵築藩の最高祈願所となり、六郷満山の総持院として満山を統括する立場にあった。
山門に続く石段の両脇には、江戸後期の作とされる国東半島最大級（総高245cm、像高230cm）の石造の金剛力士（仁王）像が立っている。境内は瀬戸内海国立公園内に位置し、その森は森林浴の森100選にも選定されている。紅葉の名所、子授けの寺としても有名である。
曲亭馬琴の読本に、この寺に題を採った『両子寺畧縁起 豊後州国埼郡』がある。
1966年3月22日に大分県の史跡に指定されている。

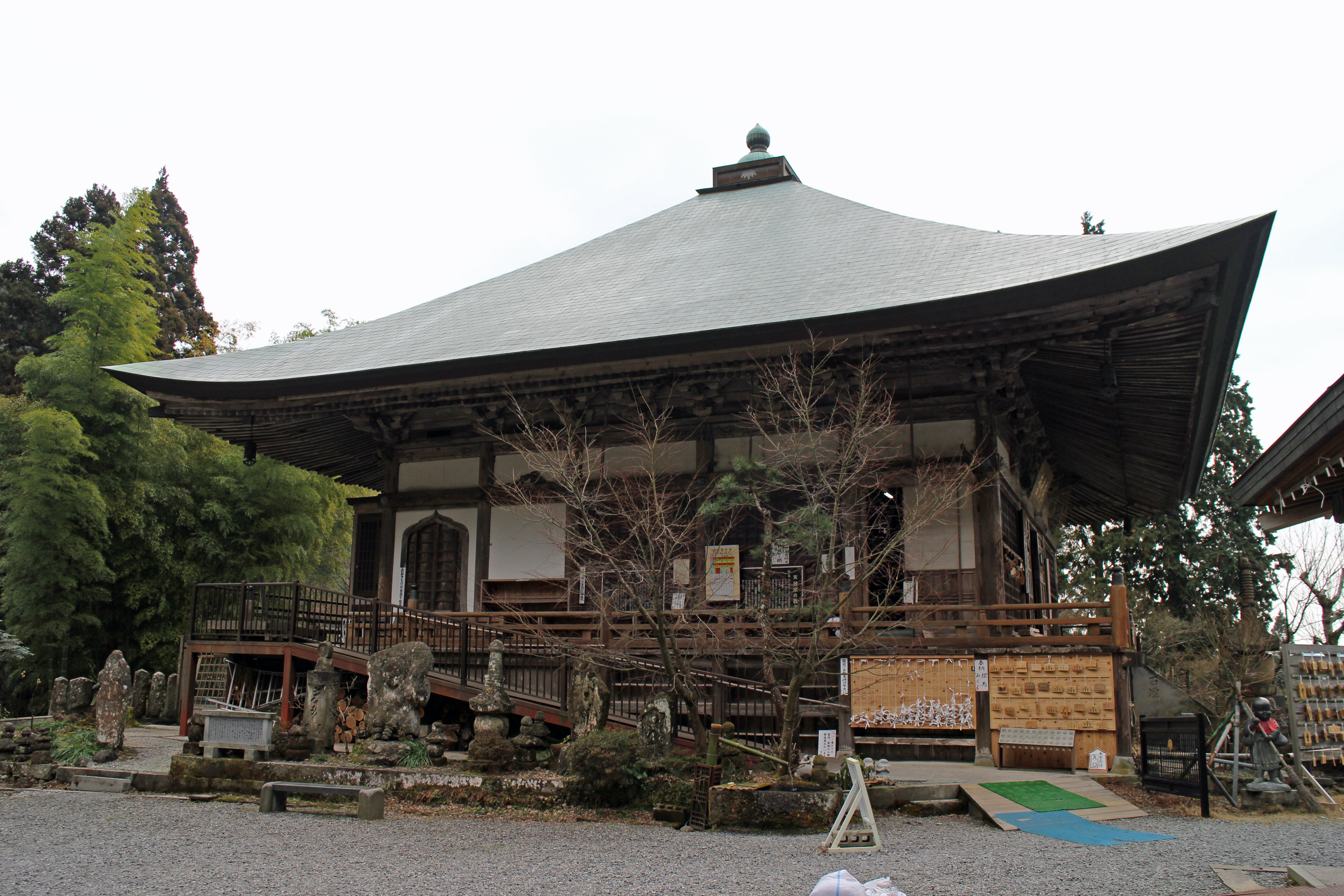
護摩堂

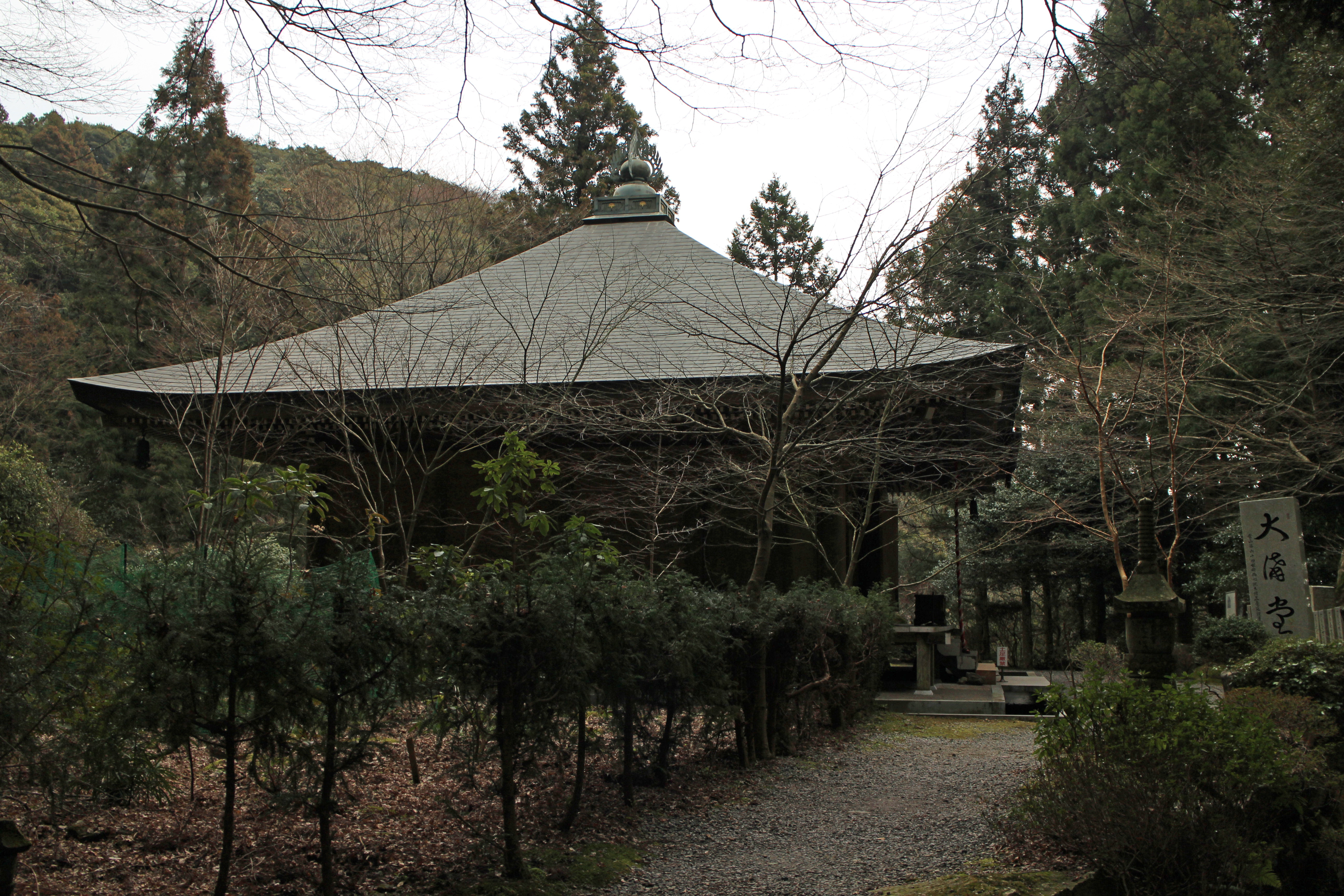
大講堂

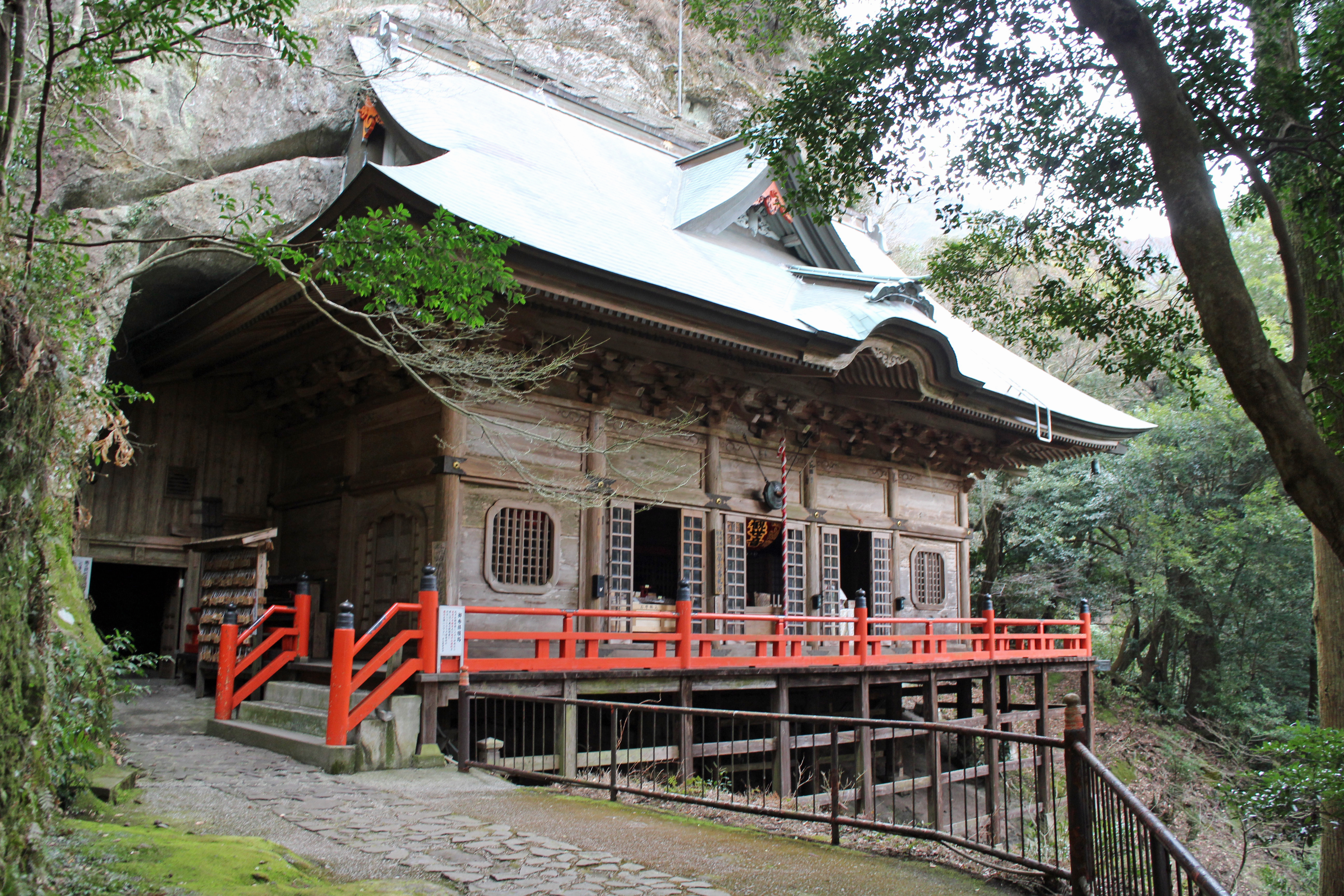
奥の院本殿

## 文化財

### 大分県指定文化財
- 足曳山両子寺（史跡）[2]
- 木造阿弥陀如来坐像（有形文化財）[2]
- 石造国東塔（有形民俗文化財）[2]
- 木造鈴鬼面（有形民俗文化財）[2]

## 交通
- 電車・バス：かつては国東観光バスが安岐～両子寺間でバス路線を運航していたが、2020年に路線廃止となり、現在は公共交通機関を利用しての訪問は難しい。

- 自動車：

大分空港道路安岐インターチェンジから約30分